# Iaroslàvskaia
Iaroslàvskaia - Ярославская (rus) - és una stanitsa del krai de Krasnodar, a Rússia. Es troba a la desembocadura del riu Pséfir al Fars, a 35 km al nord-oest de Mostovskoi i a 120 km al sud-est de Krasnodar, la capital.
Pertany a aquest municipi el khútor de Novotroitski.